# Macrothele gigas
Macrothele gigas is een spinnensoort uit de familie Macrothelidae. De soort komt voor in Riukiu-eilanden en Taiwan.